# Царёв, Алексей Егорович
Алексе́й Его́рович Царёв (10 апреля 1915, Старое Алейкино, Симбирская губерния — 17 сентября 1983, Ульяновск)— участник Великой Отечественной войны, полный кавалер ордена Славы.

## Биография
Родился 10 апреля 1915 года в селе Алейкино в русской крестьянской семье. Получив начальное образование, работал в колхозе. В 1937—1939 годы служил в Красной Армии, затем жил и работал в Азербайджане и в Саратове.
В 1942 году призван вновь в армию. С февраля 1943 года — на фронтах Великой Отечественной войны, воевал наводчиком, командиром орудия 17-го гвардейского воздушно-десантного полка (6-я гвардейская воздушно-десантная дивизия 7-й гвардейской армии, 2-й Украинский фронт).
13 июля 1944 года гвардии рядовой А. Е. Царёв в районе Бэлчешти (Румыния), поставив орудие на прямую наводку, подавил 4 пулемёта, разбил 2 дзота и истребил до 10 пехотинцев, чем способствовал успешному продвижению своих подразделений. За этот подвиг награждён орденом Славы 3 степени (16.08.1944).
24 августа 1944 года, будучи в звании гвардии младшего сержанта, в районе Тыргу-Фрумос (Румыния) прямым попаданием в амбразуру дота заставил его «замолчать», чем содействовал наступлению. За этот подвиг награждён орденом Славы 2 степени(18.11.1944).
Участвовал в Дебреценской и Будапештской операциях. Будучи командиром орудия в звании гвардии старшего сержанта, в период с 25 марта по 7 апреля 1945 года при форсировании рек Грон, Нитра, Ваг и Морава (Словакия) уничтожил 7 немецких пулемётов и много немцев. 4 апреля 1945 года при форсировании реки Морава около Штилльфрида уничтожил 4 пулемёта с их расчётами. 15 мая 1946 года награждён орденом Славы 1 степени.
Войну окончил 11 мая 1945 освобождением Пршибрама в ходе Пражской наступательной операции.
В 1945 был демобилизован в звании старшины. Вернулся в село, работал в колхозе. Позже переехал в Ульяновск; умер 17 сентября 1983 года. Похоронен на Северном (Ишеевском) кладбище Ульяновска.

## Награды
- Медаль «За отвагу» (22.5.1944)[3]
- Орден Славы 1-й (15.5.1946), 2-й (18.11.1944) и 3-й (16.8.1944) степеней
- Орден Октябрьской Революции[4].

## Комментарии
1. ↑  Село Алейкино (Алекино)[1] ныне — Старое Алейкино в Ульяновском районе Ульяновской области[2].